# 半腰座椅

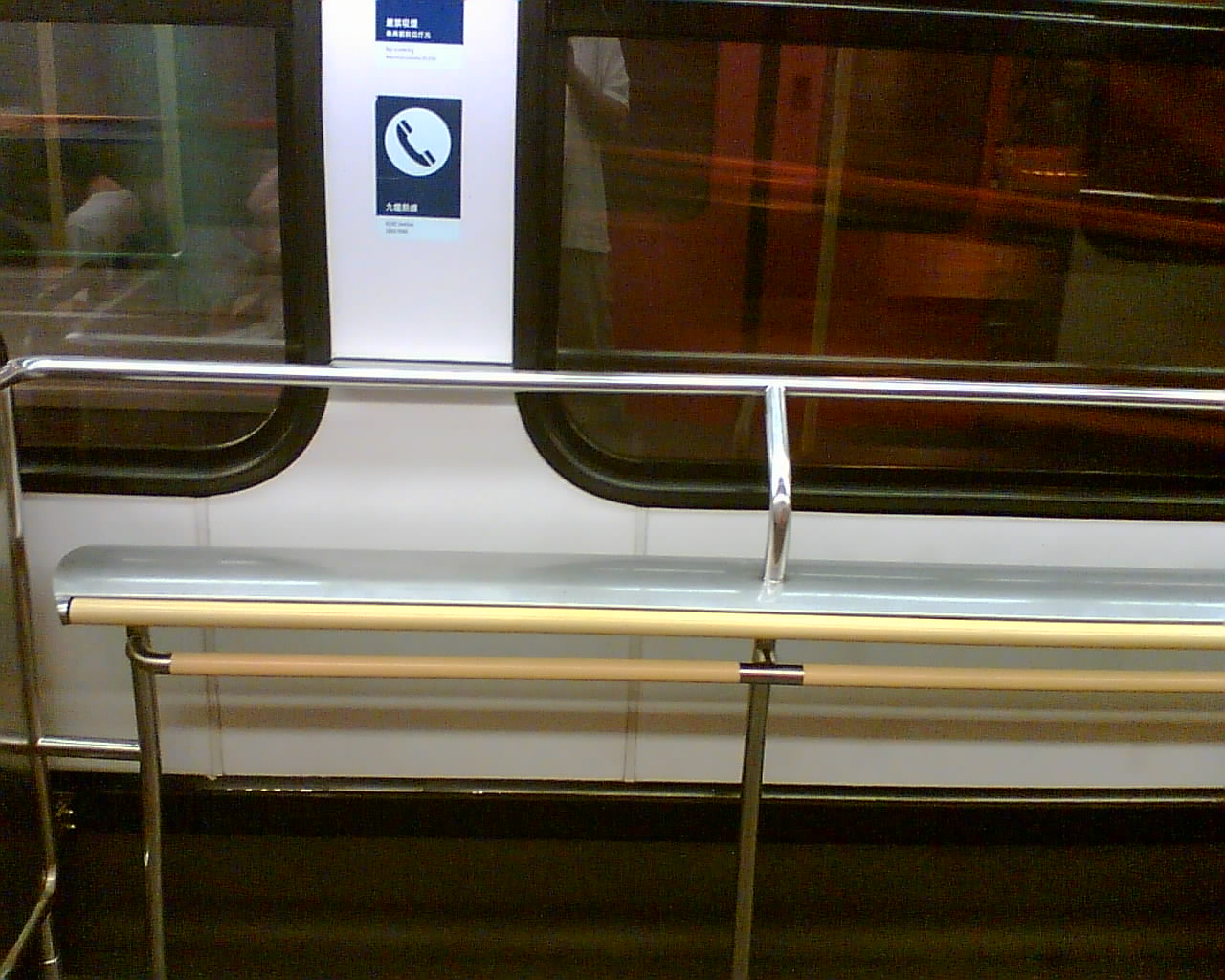
香港輕鐵第二期列車車廂內的半腰座椅(舊版已拆除，已全數退役)

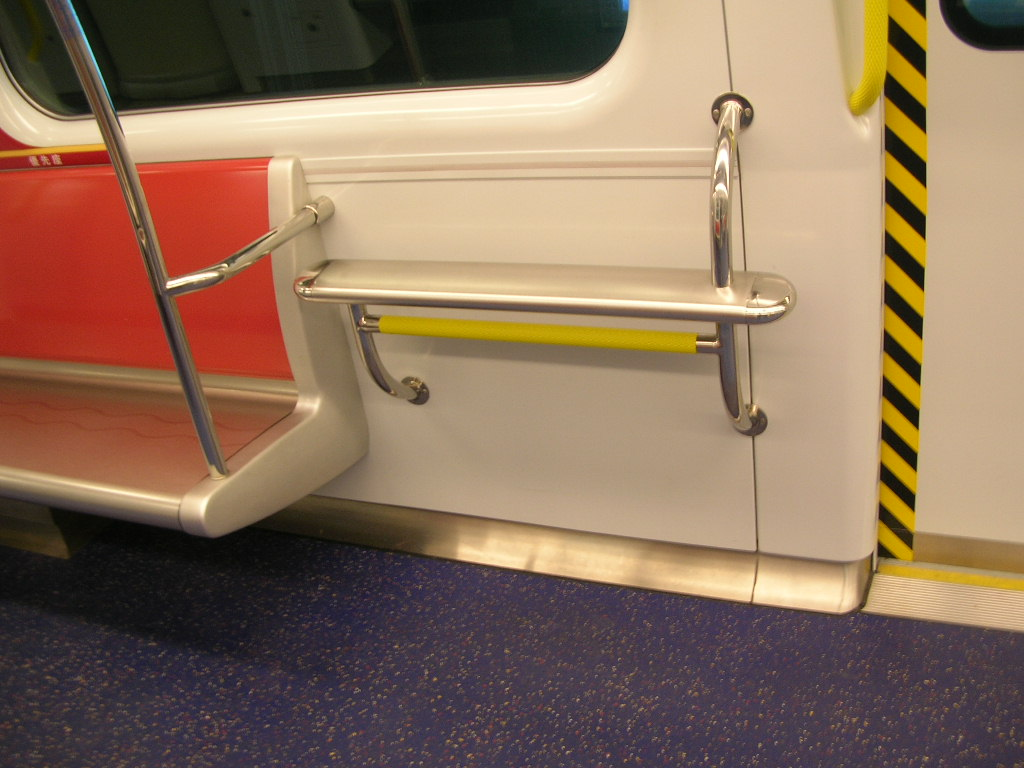
港鐵屯馬綫SP1900列車的半腰座椅

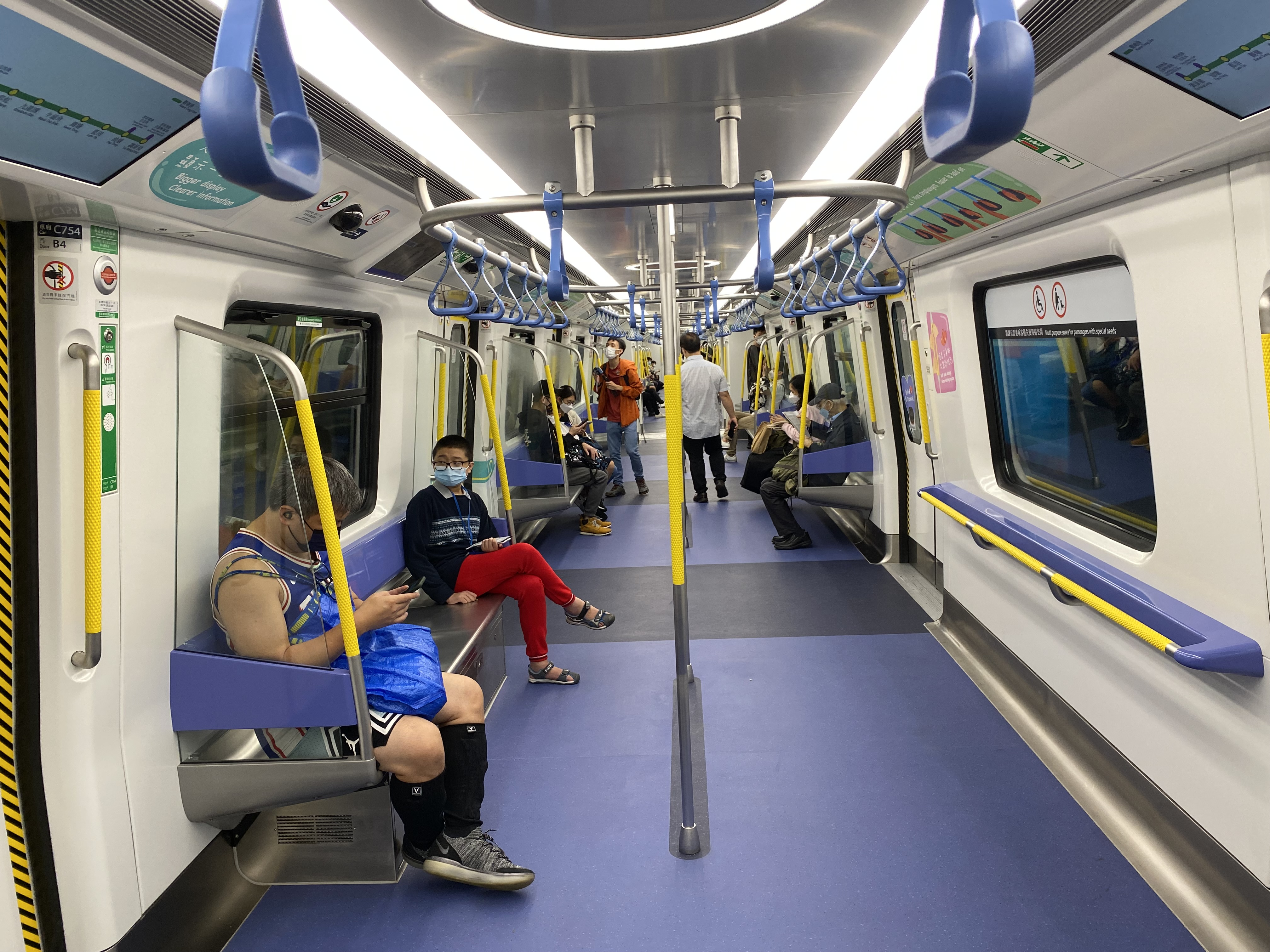
港鐵觀塘綫Q-Train列車的半腰座椅（右邊）

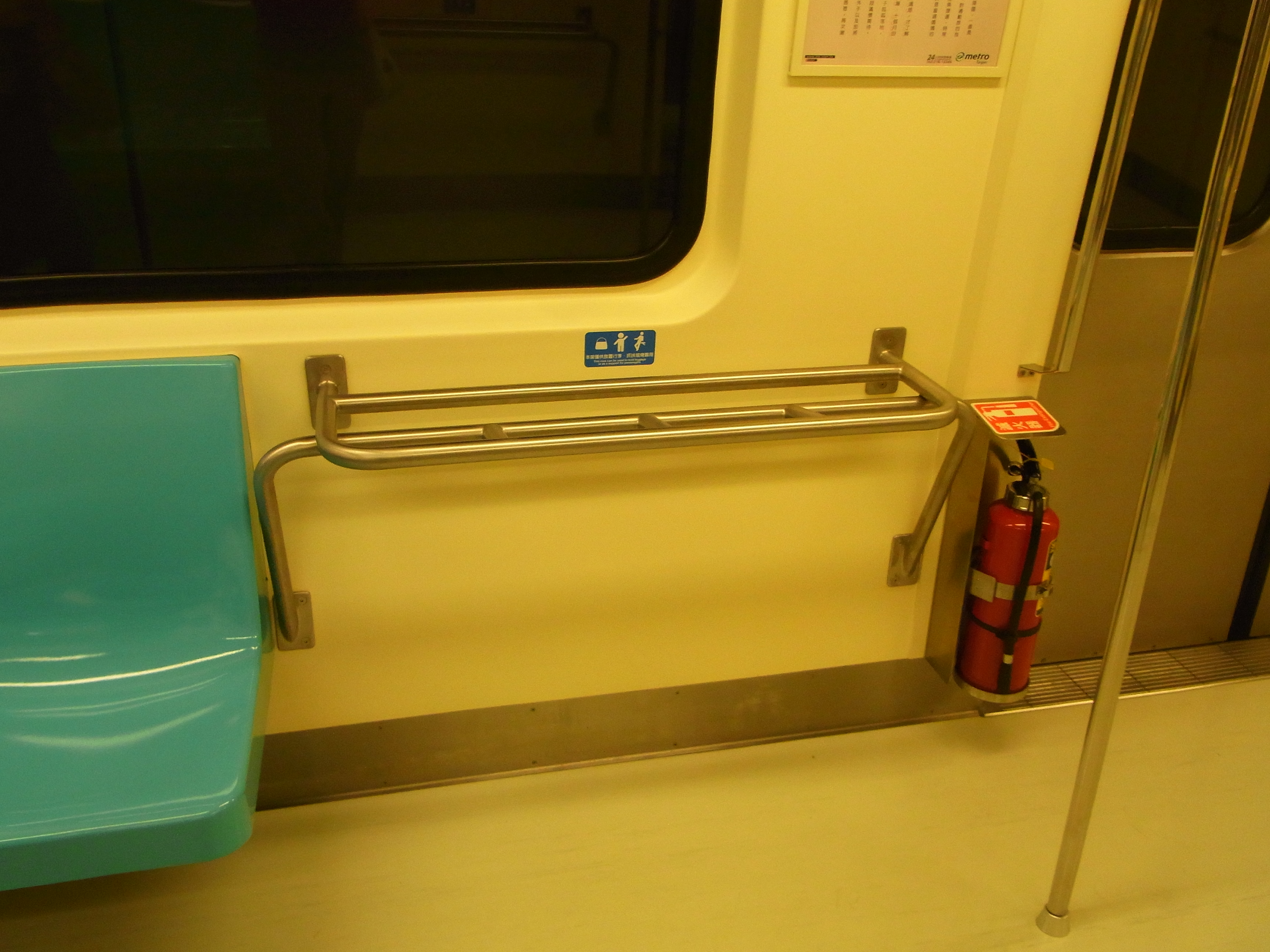
台北捷運371型車廂內的半腰座椅

半腰座椅，亦稱半腰位、半截座椅，鐵路車輛座位的一種。

## 概要
講求高載客量的通勤型鐵路車輛，在高載客量之餘，座位數目不會太少，半腰座椅既可保持大量企位之餘，又有少量座位，當遇上使用輪椅的乘客，半腰座位的座墊下，也有輪椅乘客的扶手。